# Parafia Chrystusa Dobrego Pasterza w Poznaniu
Parafia pw. Chrystusa Dobrego Pasterza w Poznaniu - rzymskokatolicka  parafia  w dekanacie Poznań - Jeżyce obejmująca terytorialnie osiedle Ogrody. Na terenie parafii znajduje się zabytkowy cmentarz.

## Proboszczowie parafii[1][2]
- Ks. Prałat Bolesław Jurga (od początku istnienia parafii do 15 lipca 1994 roku)
- Ks. kan. Zbigniew Sujkowski (od 1 lipca 1995 roku do 17 kwietnia 2009 roku)
- Ks. kan. Tomasz Morasz (od 1 lipca 2009 roku)

## Obecni duszpasterze parafii[3]
- Ks. kan. Tomasz Morasz - proboszcz
- Ks. Bartosz Rojna - wikariusz i kapelan[4]
- Ks. kan. Zbigniew Sujkowski - rezydent
- Ks. Marek Celka - kapelan

## Byli duszpasterze parafii[1]
- Ks. Ryszard Siwek 2019-2023
- Ks. Waldemar Bączkowski 2018-2019
- Ks. Dominik Dutkiewicz 2014-2018
- Ks. Wojciech Waszkiel 2009-2014
- Ks. Tomasz Nawracała 2006-2009
- Ks. Franciszek Sikora 2004-2008
- Ks. Waldemar Szlachetka 2005-2006
- Ks. Tomasz Słomiński 1999-2005
- Ks. Krzysztof Szymendera 1999-2004
- Ks. Maciej Przewoźny
- Ks. Zbigniew Teinert
- Ks. Mieczysław Nowak
- Ks. Michał Maciołka
- Ks. Michał Milewski
- Ks. Szymon Daszkiewicz
- Ks. Dominik Kużaj
- Ks. Ryszard Rybak
- Ks. Eugeniusz Guździoł
- Ks. Dariusz Kmieciak
- Ks. Rafał Pajszczyk
- Ks. Maciej Kubiak
- Ks. Krzysztof Skowroński
- Ks. Maciej Jankowiak

Kapelani szpitali:
- Ks. Ryszard Siwek 2019-2023
- Ks. Marek Marcinkowski 2014-2018
- Ks. Sławomir Pawlicki 2011-2014
- Ks. Andrzej Sotek 2010-2011
- Ks. Maciej Dudziak 2007-2010
- Ks. Krzysztof Kruk 2006 -2007